# Nadia Styger
Nadia Styger (ur. 11 grudnia 1978 w Zug) – szwajcarska narciarka alpejska, brązowa medalistka mistrzostw świata seniorek i juniorek.

## Kariera
Po raz pierwszy na arenie międzynarodowej pojawiła się 3 grudnia 1994 roku w Saas-Fee, gdzie w zawodach FIS Race zajęła 38. miejsce w gigancie. W 1995 roku wystartowała na mistrzostwach świata juniorów w Voss, zajmując 32. miejsce zjeździe. Jeszcze dwukrotnie startowała na imprezach tego cyklu, największy sukces osiągając podczas mistrzostw świata juniorów w Schladming w 1997 roku, gdzie zdobyła brązowy medal w zjeździe.
W zawodach Pucharu Świata zadebiutowała 27 lutego 1999 roku w Åre, zajmując 20. miejsce w zjeździe. Tym samym już w swoim debiucie wywalczyła pierwsze pucharowe punkty. Na podium zawodów PŚ po raz pierwszy stanęła 11 marca 2004 roku w Sestriere, wygrywając supergiganta. W zawodach tych wyprzedziła Niemkę Marię Riesch i Austriaczkę Michaelę Dorfmeister. Łącznie sześć razy stawała na podium, odnosząc jeszcze trzy zwycięstwa: 9 grudnia 2005 roku w Aspen i 3 marca 2006 roku w Hafjell wygrywała supergiganty, a 22 lutego 2008 roku w Whistler była najlepsza w zjeździe. Najlepsze wyniki osiągnęła w sezonie 2005/2006, kiedy to w klasyfikacji generalnej zajęła jedenaste miejsce, a w klasyfikacji supergiganta była trzecia. Trzecie miejsce w klasyfikacji supergiganta zajęła też w sezonie 2009/2010 (w klasyfikacji generalnej była dwunasta).
Na mistrzostwach świata w Åre w 2007 roku wspólnie z koleżankami i kolegami z reprezentacji wywalczyła brązowy medal w zawodach drużynowych. Był to jej jedyny medal na międzynarodowej imprezie tej rangi. Na tych samych mistrzostwach była też siódma w supergigancie i czwarta w zjeździe, przegrywając walkę o podium z Austriaczką Nicole Hosp o 0,45 sekundy. W 2006 roku wystąpiła na igrzyskach olimpijskich w Turynie, gdzie jej najlepszym wynikiem było piąte miejsce w zjeździe. Brała też udział w igrzyskach olimpijskich w Vancouver w 2010 roku, zajmując szóste miejsce w supergigancie i dwunaste w zjeździe.
W połowie listopada 2010 roku, podczas treningu w Kanadzie złamała kość piszczelową. Kontuzja uniemożliwiła jej starty w sezonie 2010/2011. Po rehabilitacji nie odzyskała pełnej sprawności fizycznej, co spowodowało, że w czerwcu 2011 roku postanowiła zakończyć karierę sportową.

## Osiągnięcia

### Igrzyska olimpijskie
| Miejsce | Dzień     | Rok  | Miejscowość | Konkurencja | Czas biegu | Strata | Zwyciężczyni         |
| ------- | --------- | ---- | ----------- | ----------- | ---------- | ------ | -------------------- |
| 5.      | 15 lutego | 2006 | San Sicario | Zjazd       | 1:56,49    | +1,13  | Michaela Dorfmeister |
| 35.     | 20 lutego | 2006 | San Sicario | Supergigant | 1:32,47    | +3,10  | Michaela Dorfmeister |
| 24.     | 24 lutego | 2006 | Sestriere   | Gigant      | 2:09,19    | +5,26  | Julia Mancuso        |
| 12.     | 17 lutego | 2010 | Whistler    | Zjazd       | 1:44,19    | +3,03  | Lindsey Vonn         |
| 6.      | 20 lutego | 2010 | Whistler    | Supergigant | 1:20,14    | +1,11  | Andrea Fischbacher   |

### Mistrzostwa świata
| Miejsce | Dzień       | Rok  | Miejscowość    | Konkurencja | Czas biegu | Strata  | Zwyciężczyni    |
| ------- | ----------- | ---- | -------------- | ----------- | ---------- | ------- | --------------- |
| 20.     | 13 lutego   | 2003 | Sankt Moritz   | Gigant      | 2:30,97    | +4,56   | Anja Pärson     |
| 8.      | 30 stycznia | 2005 | Santa Caterina | Supergigant | 1:17,64    | +1,15   | Anja Pärson     |
| 9.      | 6 lutego    | 2005 | Santa Caterina | Zjazd       | 1:39,90    | +1,49   | Janica Kostelić |
| DNF1    | 8 lutego    | 2005 | Santa Caterina | Gigant      | 2:13,63    | -       | Anja Pärson     |
| 7.      | 6 lutego    | 2007 | Åre            | Supergigant | 1:18,85    | +0,80   | Anja Pärson     |
| 4.      | 11 lutego   | 2007 | Åre            | Zjazd       | 1:26,89    | +0,93   | Anja Pärson     |
| DNF1    | 13 lutego   | 2007 | Åre            | Gigant      | 2:31,72    | -       | Nicole Hosp     |
| 3.      | 18 lutego   | 2007 | Åre            | Drużynowo   | 18 pkt     | +21 pkt | Austria         |
| DNF     | 9 lutego    | 2009 | Val d’Isère    | Zjazd       | 1:30,31    | -       | Lindsey Vonn    |

### Mistrzostwa świata juniorów
| Miejsce | Dzień     | Rok  | Miejscowość | Konkurencja | Czas biegu | Strata | Zwyciężczyni     |
| ------- | --------- | ---- | ----------- | ----------- | ---------- | ------ | ---------------- |
| 32.     | 16 marca  | 1995 | Voss        | Zjazd       | 1:26,23    | +3,11  | Sylviane Berthod |
| 19.     | 27 lutego | 1996 | Schwyz      | Zjazd       | 1:34,10    | +2,81  | Selina Heregger  |
| 15.     | 28 lutego | 1996 | Schwyz      | Supergigant | 1:31,50    | +2,93  | Sylviane Berthod |
| DNF1    | 29 lutego | 1996 | Schwyz      | Gigant      | 2:07,15    | -      | Karen Putzer     |
| 3.      | 26 lutego | 1997 | Schladming  | Zjazd       | 1:37,45    | +0,84  | Monika Bergmann  |
| 14.     | 27 lutego | 1997 | Schladming  | Supergigant | 1:19,96    | +3,06  | Karen Putzer     |
| 14.     | 28 lutego | 1997 | Schladming  | Slalom      | 1:38,88    | +3,06  | Tanja Poutiainen |
| DSQ1    | 1 marca   | 1997 | Schladming  | Gigant      | 1:56,82    | -      | Karen Putzer     |

### Puchar Świata

#### Miejsca w klasyfikacji generalnej
- sezon 1998/1999: 74.
- sezon 1999/2000: 94.
- sezon 2000/2001: 106.
- sezon 2002/2003: 81.
- sezon 2003/2004: 11.
- sezon 2004/2005: 41.
- sezon 2005/2006: 11.
- sezon 2006/2007: 21.
- sezon 2007/2008: 17.
- sezon 2008/2009: 42.
- sezon 2009/2010: 12.

#### Miejsca na podium w zawodach
1. Sestriere – 11 marca 2004 (supergigant) – 1. miejsce
2. Aspen – 9 grudnia 2005 (supergigant) – 1. miejsce
3. Hafjell – 3 marca 2006 (supergigant) – 1. miejsce
4. Whistler – 22 lutego 2008 (zjazd) – 1. miejsce
5. Val d’Isère – 20 grudnia 2009 (supergigant) – 2. miejsce
6. Garmisch-Partenkirchen – 12 marca 2010 (supergigant) – 3. miejsce